# Du Bing
Du Bing (chiń. 杜冰; pinyin Dù Bīng) – chińska brydżystka z tytułem World Master w kategorii Kobiet (WBF).

## Wyniki brydżowe

### Zawody światowe
W światowych zawodach zdobyła następujące lokaty:
| Mistrzostwa Świata. Konkurencja teamów | Mistrzostwa Świata. Konkurencja teamów | Mistrzostwa Świata. Konkurencja teamów | Mistrzostwa Świata. Konkurencja teamów | Mistrzostwa Świata. Konkurencja teamów | Mistrzostwa Świata. Konkurencja teamów |
| Rok                                    | Miejsce                                | Zawody                                 | Kategoria                              | Drużyna                                | Pozycja                                |
| -------------------------------------- | -------------------------------------- | -------------------------------------- | -------------------------------------- | -------------------------------------- | -------------------------------------- |
| 2014                                   | Sanya                                  | 14. Seria Mistrzostw Świata            | Miksty                                 | Pan-China                              | 43                                     |
| 2010                                   | Filadelfia                             | 13 Seria Mistrzostw Świata             | Open                                   | Wang Dade                              | 65                                     |
| 2008                                   | Pekin                                  | 1 Olimpiada Sportów Umysłowych         | Miksty                                 | Evertrust Holding Group                | 3                                      |

| Mistrzostwa Świata. Konkurencja par | Mistrzostwa Świata. Konkurencja par | Mistrzostwa Świata. Konkurencja par | Mistrzostwa Świata. Konkurencja par | Mistrzostwa Świata. Konkurencja par | Mistrzostwa Świata. Konkurencja par |
| Rok                                 | Miejsce                             | Zawody                              | Kategoria                           | Partner                             | Pozycja                             |
| ----------------------------------- | ----------------------------------- | ----------------------------------- | ----------------------------------- | ----------------------------------- | ----------------------------------- |
| 2014                                | Sanya                               | 14. Seria Mistrzostw Świata         | Miksty                              | Wang Dade                           | 174                                 |
| 2010                                | Filadelfia                          | 13 Mistrzostwa Świata               | Miksty                              | Wang Dade                           | 258                                 |
| 2010                                | Filadelfia                          | 13 Mistrzostwa Świata               | Kobiety                             | Li Juan                             | 31                                  |

## Klasyfikacja
- Du Bing – klasyfikacja WBF (ang.)